# Cerezo de Abajo
Cerezo de Abajo is een gemeente in de Spaanse provincie Segovia in de regio Castilië en León met een oppervlakte van 19,89 km². Cerezo de Abajo telt 131 inwoners (1 januari 2016).

## Demografische ontwikkeling
Bron: INE, 1857-2011: volkstellingen
Opm.: In 1857 werd de gemeente Mansilla aangehecht